# Eirik Bye
Eirik Bye, né le 19 septembre 1995, est un fondeur handisport norvégien.

## Palmarès

### Ski de fond
| Épreuve / Édition   | 4 × 2,5 km - relais open | 1 km (sprint) - style libre | 10 km (middle) - style libre | 20 km |
| ------------------- | ------------------------ | --------------------------- | ---------------------------- | ----- |
| JP 2014 Sotchi      | Bronze                   | 11e                         | 14e                          | 8e    |
| JP 2018 Pyeongchang | Argent                   | Bronze                      | 7e                           | 8e    |